# Wheaton (Misuri)
Wheaton es una ciudad ubicada en el condado de Barry en el estado estadounidense de Misuri. En el Censo de 2010 tenía una población de 696 habitantes y una densidad poblacional de 528,99 personas por km².

## Geografía
Wheaton se encuentra ubicada en las coordenadas 36°45′42″N 94°3′25″O / 36.76167, -94.05694. Según la Oficina del Censo de los Estados Unidos, Wheaton tiene una superficie total de 1.32 km², de la cual 1.32 km² corresponden a tierra firme y (0%) 0 km² es agua.

## Demografía
Según el censo de 2010, había 696 personas residiendo en Wheaton. La densidad de población era de 528,99 hab./km². De los 696 habitantes, Wheaton estaba compuesto por el 89.8% blancos, el 0.14% eran afroamericanos, el 0.72% eran amerindios, el 1.44% eran asiáticos, el 0% eran isleños del Pacífico, el 5.17% eran de otras razas y el 2.73% pertenecían a dos o más razas. Del total de la población el 7.47% eran hispanos o latinos de cualquier raza.